# Zora Palová

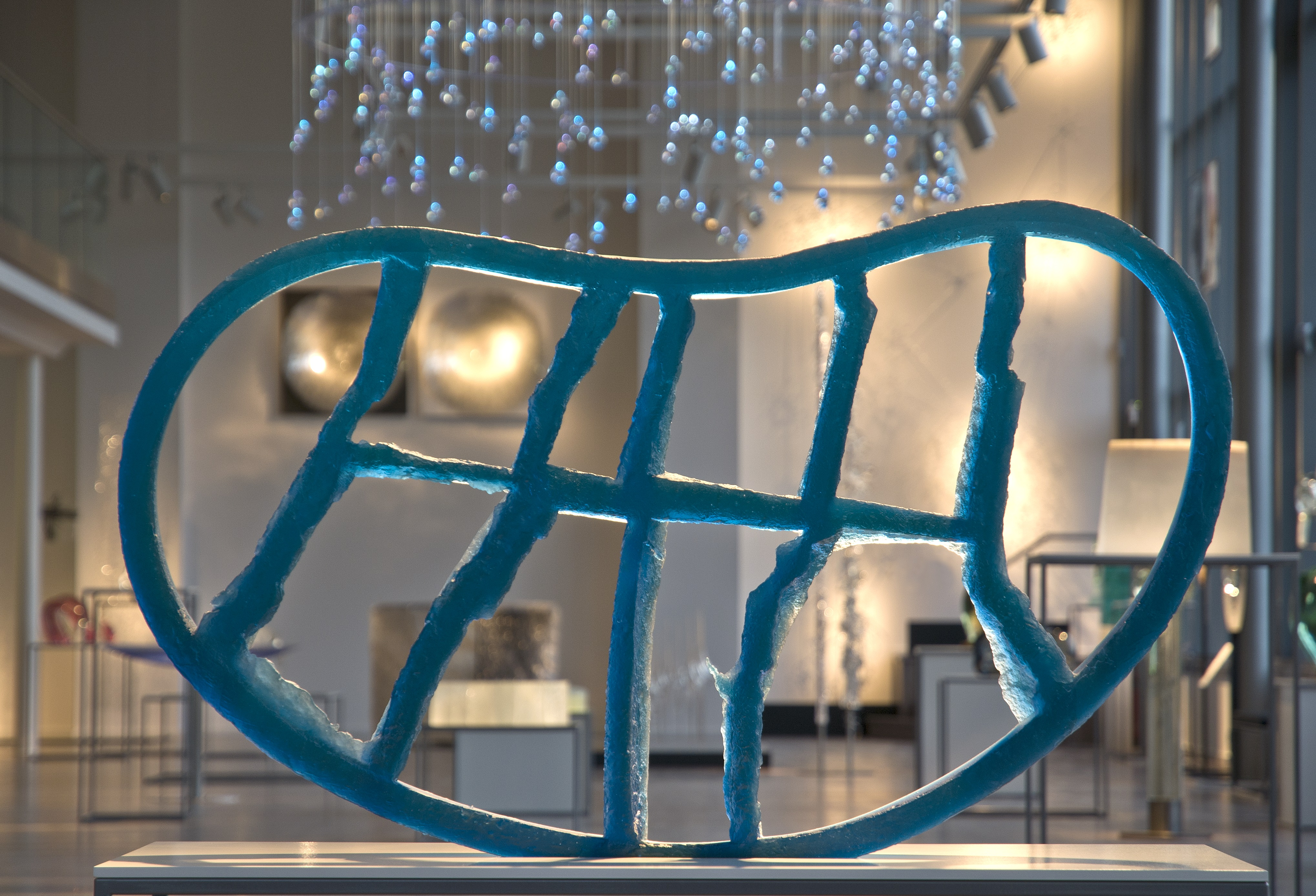
Die Skulptur Zelle, blau-grünes Glas, 2005, ausgestellt im Europäischen Museum für Modernes Glas

Zora Palová (geboren am 22. Dezember 1947 in Bratislava; gestorben am 11. Januar 2025 ebenda) war eine slowakische Glaskünstlerin. Gemeinsam mit ihrem Mann, Štěpán Pala, zählt sie zu den wichtigsten Protagonisten der europäischen Studioglasbewegung.

## Leben und Werk
Zora Palová lernte von 1963 bis 1967 an der Fachschule für Angewandte Kunst in Bratislava, sie fiel dort vor allem durch ihre Begabung für Skulpturen im Bereich Holzbildhauerei auf. 1969 studierte sie zudem bei Henry Moore in London, wo sie Skulpturen in Ton, Holz und Gips schuf. Ab 1969 besuchte sie die Hochschule für Bildende Künste Bratislava, wo sie zu Beginn Malerei studierte. Sie wechselte aber im Verlauf des Studiums 1971 in die Klasse für Glas in der Architektur bei Václav Cigler. Diese Klasse hatte den Vorteil, dass aufgrund der Anwendungsbezogenheit für Architektur politische Beschränkungen und Vorgaben durch die sozialistische Regierung weniger eng waren als in den scheinbar freieren Künsten.
Im Studium lernte Zora Palová Štěpán Pala kennen, den sie später heiratete. Mit ihm gemeinsam baute sie in den 1970er Jahren in Bratislava eine Glaswerkstatt auf. Es folgte eine Familienphase, in der Zora Palová vor allem ihren Mann unterstützte und selbst nur bedingt tätig war. Sie schuf in dieser Zeit vor allem Schmuckunikate aus geschliffenem Glas. In den 1980er Jahren arbeitete Zora Palová wieder verstärkt mit Formschmelztechniken. Bei dieser Technik wird Glas in oder über einer vorgefertigten Form geschmolzen. Sie richtete sich 1989 eine eigene Werkstatt dafür ein. In der Folge entwickelte sie einen eigenen Stil, mit dem sie auch international bekannt wurde. So wurde sie 1996 unter anderem von einem Versicherungsverband in Den Haag beauftragt, für den sie die acht Meter hohe Skulptur Guardian schuf.
Zora Palová formte ihre Skulpturen zunächst in Ton. Aus diesem Modell wird die Form gefertigt, in die das Glas anschließend hineingeschmolzen wird. Dabei entstehen massive Glasblöcke, aber auch fragile und dünne Teile der Skulpturen. Die unterschiedliche Dicke des Glases führt zu unterschiedlichen Farbausprägungen. Nach dem Erkalten des Glases bearbeitete Zora Palová die Skulpturen mit Techniken wie Schleifen, Sandstrahlen, Polieren oder Mattieren.
Neben ihrer eigenen künstlerischen Tätigkeit unterrichtete Zora Palová an Hochschulen. So war sie von 1996 bis 2003 Professorin an der Universität Sunderland, sie war aber auch an anderen Hochschulen als Gastdozentin tätig.
Sie starb mit 77 Jahren am 11. Januar 2025 in Bratislava.